# Carex suziella
Carex suziella là một loài thực vật có hoa trong họ Cói. Loài này được Podp. mô tả khoa học đầu tiên năm 1928.